# The Zone (The Weeknd)
The Zone è un singolo del cantante canadese The Weeknd, pubblicato il 16 novembre 2012.

## Descrizione e pubblicazione
The Zone, che conta la partecipazione del rapper canadese Drake, venne originariamente registrato per il mixtape di Weeknd Thursday (2011), e successivamente rimasterizzato e pubblicato come terzo singolo per il suo album del 2012 Trilogy. Venne poi pubblicato come singolo in formato digitale il 16 novembre 2012 da XO e Republic. The Zone è di fatto la prima collaborazione tra i due artisti.

## Formazione
- The Weeknd – voce
- Drake – voce aggiuntiva
- Doc McKinney – produzione
- Illangelo – produzione